# (5681) Bakulev
(5681) Bakulev est un astéroïde de la ceinture principale.

## Description
(5681) Bakulev est un astéroïde de la ceinture principale. Il fut découvert le 15 septembre 1990 à Naoutchnyï par Lioudmila Jouravliova. Il présente une orbite caractérisée par un demi-grand axe de 2,20 UA, une excentricité de 0,19 et une inclinaison de 5,2° par rapport à l'écliptique.

## Compléments